# Crossopalpus subsetiger
Crossopalpus subsetiger är en tvåvingeart som beskrevs av Raffone 1991. Crossopalpus subsetiger ingår i släktet Crossopalpus och familjen puckeldansflugor.
Artens utbredningsområde är Algeriet. Inga underarter finns listade i Catalogue of Life.